# 古屋美登里
古屋 美登里（ふるや みどり、1956年 - ）は、日本の翻訳家、エッセイスト。

## 来歴
神奈川県平塚市生まれ。神奈川県立平塚江南高等学校を経て、早稲田大学教育学部を卒業後、「早稲田文学」の編集に従事。
20代から翻訳を始め、当初はコンピューター、ビジネス書、のち英米の小説やノンフィクションを訳す。
10代後半から倉橋由美子の薫陶を受け、倉橋の死後、倉橋作品の復刊に携わり、倉橋由美子エッセイ集『最後の祝宴』（幻戯書房 2015）の監修を務める。

## 著書
- 『女優オードリー・ヘップバーン』（理論社、こんな生き方がしたい） 2002
- 『雑な読書』（シンコーミュージック） 2017 - 音楽雑誌『BURRN!』連載の書評コラム 第一弾
- 『楽な読書』（シンコーミュージック） 2018 - 音楽雑誌『BURRN!』連載の書評コラム 第二弾

## 翻訳

### ノンフィクション
- 『日曜日のコンピュータ読本 BASICから人工知能までの面白情報ランド』（マイク・エーデルハート,ダグ・ゲール、服部康夫共訳、ダイヤモンド社） 1985
- 『コンピュータ、嫌いでも使いこなす 知的生産技術としてのアルゴリズム』（ジョン・ショア、ダイヤモンド社） 1986
- 『戦略はシンプルなほど成功する IBMを標的にしたわが半生』（アン・ワング、ダイヤモンド社） 1987
- 『イーディ '60年代のヒロイン』（ジーン・スタイン,ジョージ・プリンプトン、青山南共訳、筑摩書房） 1989
- 『描かれた女性たち - 現代女性作家の短編小説集』（マーガレット・アトウッド,アリス・マンローほか、共訳、SWITCH LIBRARY） 1989
- 『モロニック・インフェルノ』（マーティン・エイミス、筑摩書房） 1993
- 『あなたがいて、よかった』（バーバラ・シュルゴールド,リン・シピオーラ、実川元子共訳、文藝春秋） 1995
- 『ラブレター 返事のこない60通の手紙』（ジル・トルーマン、倉橋由美子共訳、宝島社） 1995
- 『お気をつけて、いい旅を。異国で出会った悲しくも可笑しい51の体験』（メアリー・モリス他、中俣真知子共訳、アスペクト） 1995
- 『きみたち、飼主というやつは、まったく ネコたちのユーウツ』（スティーブン・ベイカー、アスペクト） 1996
- 『I shot Andy Warhol ポップカルト・ブック』（メアリー・ハロン,ダニエル・ミナハン、早川書房） 1996
- 『レナの約束』（レナ・K・ゲリッセン,ヘザー・D・マカダム、清流出版） 1996、のち中公文庫 2011
- 『天国なんか待たせておけ! わたしの乳がん日記』（エリザ・セグレイヴ、三田出版会） 1997
- 『猫はゴルフなんかしない』（リンダ・コナー,アントーニア・ヴァン・ダー・ミール、アスペクト） 1997
- 『セックスとニューヨーク シングル・ウーマンが語る性的生活』（キャンディス・ブシュネル、早川書房） 1997、のち文庫　テレビドラマ「セックス・アンド・ザ・シティ」(Sex and the City)の原作
- 『ケルアック』（バリー・リフォード,ローレンス・リー、青山南ほか共訳、毎日新聞社） 1998
- 『魂の叫び 11歳の殺人者、メアリー・ベルの告白』（ジッタ・セレニー、清流出版） 1999
- 『「ニューヨーカー」とわたし 編集長を愛した四十年』（リリアン・ロス、新潮社） 2000
- 『心察 ぬくもりとやすらぎを求めて』（デイヴィッド・クール、医学評論社） 2003
- 『モテる女になるためのラブ・ルール フェロモン篇 / セックス篇』（バーバラ・キースリング、ソニー・マガジンズ） 2003　後に文庫　『モテのラブ・ルール』（ヴィレッジ・ブックス）2007
- 『セックス・アンド・ザ・シティのキュートな欲望 性とファッションの秘密を探る』（キム・アカス,ジャネット・マッケイブ編、柿沼瑛子,安原和見共訳、朝日出版社） 2004
- 『サリー 花のような女の子 ダウン症の天才少女画家』（ビル・アンダーソン、光文社） 2005
- 『素晴らしい親 魅力的な教師』（アウグスト・クリ、ポプラ社） 2006
- 『ぼくには数字が風景に見える』（ダニエル・タメット、講談社） 2007、のち講談社文庫 2014
- 『天才が語る サヴァン、アスペルガー、共感覚の世界』（ダニエル・タメット、講談社） 2011
- 『奪われた人生 - 18年間の記憶』（ジェイシー・リー・デュガード、講談社） 2012、のち改題文庫化『誘拐監禁 奪われた18年間』 2016
- 『ぼくと数字のふしぎな世界』（ダニエル・タメット、講談社） 2014
- 『帰還兵はなぜ自殺するのか』（デイヴィッド・フィンケル、亜紀書房） 2015
- 『兵士は戦場で何を見たのか』（デイヴィッド・フィンケル、亜紀書房） 2016
- 『シリアからの叫び』（ジャニーン・ディ・ジョバンニ、亜紀書房） 2017
- 『予期せぬ瞬間』（アトゥール・ガワンデ、みすず書房） 2017 - 『コード・ブルー』(2004)の復刊
- 『人喰い ロックフェラー失踪事件』（カール・ホフマン、亜紀書房） 2019
- 『スヌーピーの父　チャールズ・シュルツ伝』（デイヴィッド・マイケリス、亜紀書房） 2019
- 『その名を暴け ＃MeToo に火をつけたジャーナリストたちの闘い』（ジョディ・カンター,ミーガン・トゥーイー、新潮社） 2020、のち新潮文庫　2022
- 『第三の極地 エヴェレスト、その夢と死と謎』（マーク・シノット、亜紀書房）　2023
- 『わたしの香港  消滅の瀬戸際で』(カレン・チャン、亜紀書房）2023
- 『美術泥棒』（マイケル・フィンケル、亜紀書房）2023
- 『ロスチャイルドの女たち』（ナタリー・リヴィングストン、亜紀書房）2023
- 『スペシャルティコーヒーの経済学』（カール・ウィンホールド、西村正人共訳、亜紀書房）2024
- 『アメリカの悪夢』（デイヴィッド・フィンケル、亜紀書房）2024
- 『書くことのメディア史』（ナオミ・S・バロン、山口真果共訳、亜紀書房）2025

### フィクション
『ハートストーン』（ルース・レンデル、福武書店） 1989
- 『ミセス・キャリバン』（レイチェル・インガルズ、福武書店） 1991
- 『蛙たちが死んだ夏』（デブラ・スパーク、筑摩書房） 1991
- 『ザ・シンギング』（シーロン・レインズ、講談社） 1992
- 『あなたといた場所』（ローリー・ムーア、新潮社） 1995
- 『もし川がウィスキーなら』（T・コラゲッサン・ボイル、青山南共訳、新潮社） 1997
- 『岬』（チャールズ・ダンブロジオ、早川書房） 1998
- 『なくてはならない狂気』（ジェン・クローウェル、新潮社） 1999
- 『ドリームチーム弁護団』（シェルドン・シーゲル、講談社文庫） 2001
- 『サンタクロースの忘れもの』（ローリー・ムーア、新潮社） 2001
- 『検事長ゲイツの犯罪 ドリームチーム弁護団』（シェルドン・シーゲル、講談社文庫） 2002
- 『いつかわたしに会いにきて』（エリカ・クラウス、早川文庫） 2002
- 『ブロンド マリリン・モンローの生涯』（ジョイス・キャロル・オーツ、講談社） 2003
- 『ブロンド in ラブ』（キャンディス・ブシュネル、早川書房） 2003、のち改題『彼女たちが欲しいもの』（ハヤカワ文庫） 2008
- 『極楽にいった猫』（エリザベス・コーツワース、清流出版） 2003
- 『あなたはひとりぼっちじゃない』（アダム・ヘイズリット、新潮社） 2004
- 『One day 死ぬまでにやりたい10のこと』（ダニエル・エーレンハフト、ポプラ社） 2005
- 『二十一の短編』（グレアム・グリーン、共訳、ハヤカワepi文庫） 2005
- 『観光』（ラッタウット・ラープチャルーンサップ、早川書房） 2007、のちハヤカワepi文庫 2010
- 『暗号名サラマンダー』（ジャネット・ターナー・ホスピタル、文藝春秋） 2007
- 『ニューヨーク・チルドレン』（クレア・メスード、早川書房） 2008
- 『記憶に残っていること』（堀江敏幸編、共訳、新潮クレストブックス） 2008
- 『日曜日の空は』（アイラ・モーリー、早川書房） 2009
- 『静かなアリス』（リサ・ジェノヴァ、講談社） 2009、のち改題『アリスのままで』 キノブックス） 2015
- 『夫の愛した恋人たち』（ブリジット・アッシャー、文春文庫） 2009
- 『ネザーランド』（ジョセフ・オニール、早川書房） 2011
- 『森の奥へ』（ベンジャミン・パーシー、早川書房） 2012
- 『見えない日本の紳士たち』（グレアム・グリーン、共訳、ハヤカワepi文庫） 2013
- 『双眼鏡からの眺め』（イーディス・パールマン、早川書房） 2013
- 『国境の向こう側』（グレアム・グリーン、共訳、ハヤカワepi文庫） 2013
- 『モンスターズ　現代アメリカ傑作短編集』（B・J・ホラーズ編、白水社） 2014
- 『海を照らす光』（M・L・ステッドマン、早川書房） 2015、のちにハヤカワepi文庫 2017
- 『ベスト・ストーリーズIぴょんぴょんウサギ球』（リング・ラードナー他、共訳、早川書房） 2015
- 『蜜のように甘く』（イーディス・パールマン、亜紀書房） 2020
- 『幸いなるハリー』（イーディス・パールマン、亜紀書房） 2021
- 『月の番人』（トム・ゴールド、亜紀書房） 2021
- 『わたしのペンは鳥の翼』（アフガニスタンの女性作家たち　小学館）　2022

### エドワード・ケアリー
- 『望楼館追想』（エドワード・ケアリー、文藝春秋） 2002、のち文春文庫 2004、のち創元文芸文庫 2023
- 『アルヴァとイルヴァ』（エドワード・ケアリー、文藝春秋） 2004
- 「私の仕事の邪魔をする隣人たちに関する報告書」（エドワード・ケアリー、共訳、文春文庫『もっと厭な物語』） 2014
- 『堆塵館』（エドワード・ケアリー、東京創元社、アイアマンガー三部作1） 2016
- 『穢れの町』（エドワード・ケアリー、東京創元社、アイアマンガー三部作2） 2017
- 『肺都』（エドワード・ケアリー、東京創元社、アイアマンガー三部作3） 2017
- 『おちび』（エドワード・ケアリー、東京創元社） 2019
- 『飢渇の人 エドワード・ケアリー短篇集』（エドワード・ケアリー、東京創元社） 2021
- 『呑み込まれた男』（エドワード・ケアリー、東京創元社） 2022
- 『B 鉛筆と私の500日』（エドワード・ケアリー、東京創元社）2023